# Persea shaferi
Persea shaferi är en lagerväxtart som beskrevs av P. Wils.. Persea shaferi ingår i släktet avokador, och familjen lagerväxter. Inga underarter finns listade i Catalogue of Life.